# Werner Schünemann
Werner Eduardo Schünemann (Porto Alegre, 21 de febrero de 1959) es un actor brasileño.

## Biografía
Nieto de alemanes, Schünemann nació en Porto Alegre, pero fue creado entre Novo Hamburgo y São Leopoldo.
Werner comenzó a hacer teatro a los quince años, primero en la escuela y luego en el Grupo Faltou o João, en el que debutó en 1979 con el texto de su autoría "Forca: os fortes", presentado en dirección colectiva.

## Filmografía

### Televisión
| Año  | Título                             | Personaje                   |
| ---- | ---------------------------------- | --------------------------- |
| 2001 | Jogos do Amor e do Acaso           | Danilo                      |
| 2003 | La casa de las siete mujeres       | Bento Gonçalves             |
| 2003 | Kubanacan                          | Alejandro Rivera            |
| 2004 | Começar de Novo                    | Anselmo                     |
| 2004 | Señora del destino                 | Comandante Saraiva          |
| 2005 | América                            | Pedro Paulo                 |
| 2006 | JK                                 | Bernardo Sayão              |
| 2007 | Amazônia, de Galvez a Chico Mendes | Rodrigo de Carvalho         |
| 2007 | Eterna Magia                       | Maximillian Sullivan (Max)  |
| 2008 | Dos caras                          | Humberto Silveira           |
| 2008 | Belleza pura                       | Tomás                       |
| 2010 | Passione                           | Saulo Gouveia               |
| 2012 | As Brasileiras                     | Alberto Galhardo            |
| 2012 | Lado a Lado                        | Alberto Assunção            |
| 2015 | Mujeres ambiciosas                 | Osvaldo                     |
| 2016 | Êta Mundo Bom!                     | Bento de Goytacases Sampaio |
| 2016 | Haja Coração                       | Guido                       |